# キム・ヨンスク
キム・ヨンスク（Kim Yong Suk、1979年6月12日 - ）は、北朝鮮平壌生まれの女性フィギュアスケート選手。2006年トリノオリンピック女子シングル北朝鮮代表。

## 経歴
1979年に平壌で生まれたこと、コーチがいること、身長や体重などの登録情報はあるものの練習地や職業などの情報はあまり分かっていない。国際スケート連盟に残された記録によると、2003年2月に青森県で開催された2003年アジア冬季競技大会がシニアで初めての大きな国際大会であった。このときは荒川静香、村主章枝、中野友加里の日本勢が表彰台を独占したが、キムはこの日本勢に続く4位という成績を残している。
次に出場した国際大会は、2004年4月にスロベニアのイェセニツェで開催されたトリグラフトロフィーであった。シニアクラスに出場し、ショートプログラム、フリースケーティングともに1位で優勝を果たした。
2005-2006年シーズンは、トリノオリンピック予選会に指定されたカールシェーファーメモリアル（通称：KSM）に出場。中国の劉艶に次ぐ2位となり、トリノオリンピック出場枠を獲得した。
2006年2月にイタリアのトリノで行なわれたトリノオリンピックでは、ショートプログラムでトリプルルッツとダブルトゥループのコンビネーションジャンプを決め、ダブルアクセルも決めたが、フリップジャンプでは回転不足で手を付くミスを犯し、スパイラルでは要素として認定されず27位となりフリースケーティングに進めなかった。なお、北朝鮮の女子シングル選手がオリンピックに出場するのは、1992年のアルベールビルオリンピックに出場したリ・ギョンオク以来、3人目のことである。
2007年1月から2月にかけて、中国の長春で開催された2007年アジア冬季競技大会のフィギュアスケート女子シングルにエントリーをしたが、欠場。2007年3月に東京で行なわれた2007年世界選手権にはエントリーもしていない。

## 主な戦績
| 大会/年              | 2002-03 | 2003-04 | 2004-05 | 2005-06 | 2006-07 |
| -------------------- | ------- | ------- | ------- | ------- | ------- |
| オリンピック         |         |         |         | 27      |         |
| 北朝鮮選手権         | 1       | 1       | 1       | 1       | 1       |
| KSM                  |         |         |         | 2       |         |
| トリグラフトロフィー |         | 1       |         |         |         |
| アジア大会           | 4       |         |         |         |         |